# شورین-ریو
شورین-ریو (انگلیسی: Shōrin-ryū) یکی از اصلی‌ترین رشته‌های هنرهای رزمی مدرن اوکیناوا و از قدیمی‌ترین سبک‌های کاراته است. در سال ۱۹۳۳ توسط چوشین چیبانا نامگذاری شد، اما پیشینه این رشته و سیستم مبارزه آن، بسیار قدیمی‌تر می‌باشد.